# غونار هانسن (ملاكم)
غونار هانسن (بالنرويجية البوكمول: Gunnar Hansen)‏ (18 يوليو 1916 بأوسلو في النرويج - 31 مايو 2004 في النرويج) هو ملاكم نرويجي، صنّف ضمن فئة وزن الويلتر. شارك في الألعاب الأولمبية الصيفية 1948.

## وصلات خارجية
- غونار هانسن على موقع أوليمبيديا (الإنجليزية)